# خالد بن يزيد الشيباني
خالد بن يزيد الشيباني هو أحد أمراء العصر العباسي، من بني شيبان، ولاه المأمون مصر (206 هـ / 821م) واضطر إلى محاربة عبيد الله بن السري بن الحكم الذي كان قد استقل بالفسطاط عاصمة مصر بالوجه القبلي وجزء من الوجه البحري، أسر خالد في المعركة بينه وبين عبيد الله بن السري ولكن عبيد الله أكرمه وخيره بين المقام في مصر أو الرحيل حيث شاء، فاختار الذهاب إلى مكة عن طريق القلزم ثم ولاه الخليفة الموصل، ولما ثارت أرمينيا انتدبه الخليفة الواثق بالله لها، ولكنه مات قبل بلوغها.